# Werner Felder

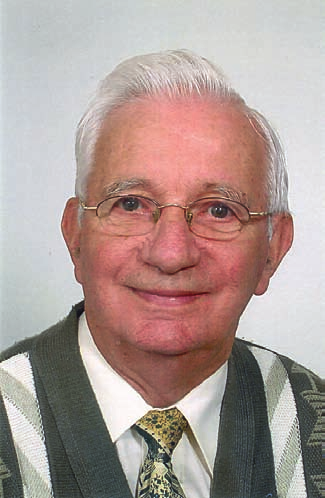
Werner Felder

Werner Felder (voluit: Werner Maria Felder, afgekort: W.M. Felder) (Vijlen, 27 september 1930 - Vijlen, 15 december 2008), was een Nederlands geoloog.

## Biografie
Felder was de zoon van de Duitser Wiel Felder, die naar Nederland was gevlucht, en de Nederlandse Anna Maria Catharina Jaegers die uit Vijlen afkomstig was. Het gezin kreeg negen kinderen, van wie Werner Felder de zevende was. Zijn twee jaar oudere broer Sjeuf Felder was de vijfde.
Vanaf de herfst van 1945 tot mei 1948 was Felder boerenknecht. Felder bestelde bij de Leidse Onderwijs Instellingen de schriftelijke cursus geologie van P. van der Lijn die hij met succes afrondde.
In 1948 ging Felder werken in de aardewerkfabriek van de Sphinx in Maastricht. Vanaf 1948 fietsten Felder en zijn broer heel Zuid-Limburg af (en verder) om in kalksteengroeves en grindgroeves te zoeken naar fossielen. In 1951 werd hij lid van de Nederlandse Geologische Vereniging Afdeling Limburg die toen drie jaar bestond. De broers werden ook lid van het Natuurhistorisch Genootschap in Limburg. In 1952 organiseerden ze in Vijlen hun eerste tentoonstelling met als titel Wonderen der Natuur, in samenwerking met het Natuurhistorisch Museum, Het Limburgs Landschap, de Dierenbescherming en anderen, waarbij de fossielencollectie van de broers het hoogtepunt van de tentoonstelling vormde.

### Mijnperiode
In 1952 ging hij werken bij de Domaniale mijn in Kerkrade, alwaar hij vier jaar als hulpsleper en aspirantsjouwer praktische ervaring opdeed en zes maanden durende houwersopleiding volgde. In 1956 haalde hij zijn houwersdiploma en twee dagen later werd hij aangesteld als toekomstig assistent bij de Geologische Dienst en kreeg als standplaats Staatsmijn Emma. Hij volgde de opleiding mijnbouwgeologie aan de Mijnschool, slaagde in 1964 als geologisch assistent bij het Geologisch Bureau in Heerlen. Ook volgde hij de bedrijfscursus koolstructuren over de laagstructuren van steenkool. Bij de Geologische Dienst was het zijn taak om steengangen en ontginningen in kaart te brengen. Hij bleef daar tot medio 1964 werkzaam als lid van de Ondergrondse Staf van Staatsmijn Emma-Hendrik.
In 1960 werd een eerste artikel van Felder gepubliceerd in het Natuurhistorisch Maandblad dat ging over verkiezeld hout.
In 1954 begon de Werkgroep Krijtonderzoek die door Werner Felder gecoördineerd werd, als samenwerking tussen de Nederlandse Geologische Vereniging Afdeling Limburg en het Geologisch Bureau. Het Bureau stelde boormateriaal ter beschikking, Sjeuf Felder had de leiding over de uitgevoerde boringen waarbij men tot wel op een diepte van 26 meter diep boorde om stratigrafische gegevens en monsters te verzamelen. Zo ontstond er een ontsluitingsarchief dat werd beheerd door Werner Felder. Tot in 1995 werd dit archief aangevuld met nieuwe ontsluitingen, waarna het opgenomen werd in het archief van het Natuurhistorisch Museum in Maastricht.
Felder bedacht ook een methode om ontsluitingen aan te duiden. Deze was gebaseerd op de ligging op de topografische kaart. Deze methodiek werd in België en Nederland door de geologische diensten overgenomen.

### Na de mijnen
Op 1 april 1966 werd Felder ontslagen als gevolg van de afbouw van de Limburgse mijnindustrie. Hij kwam in dienst bij de hoofdafdeling kartering van het Geologisch Bureau gevestigd in Heerlen. Hier had hij de taak om geologische gegevens te verzamelen en uit te werken om hier met name geologische kaarten van te kunnen maken. Eveneens zou hij vanuit het Bureau excursies en congressen organiseren, lezingen geven en andere opdrachten voor derden doen. In die rol kreeg hij de opdracht om de lithostratigrafische indeling van het Boven-Krijt en het onderste deel van het Tertiair te ontwikkelen, waarmee hij internationaal bekend werd.
In 1969 trouwde hij met Nelly en samen kregen ze later twee kinderen.
In juni 1964 begon de Werkgroep voor het Onderzoek van Prehistorische Vuursteenmijnen van de Nederlandse Geologische Vereniging Afdeling Limburg met de opgravingen in de vuursteenmijnen van Rijckholt in het Savelsbos. Deze opgraving werd uitgevoerd door verschillende leden van de vereniging, waaronder de beide broers Felder, waarbij Werner Felder de dagelijkse projectleiding had en het project stond onder de wetenschappelijke supervisie van Professor Waterbolk van de Universiteit van Groningen. Door de Staatsmijnen werd er apparatuur ter beschikking gesteld en de leden van de werkgroep gingen als mijnwerkers aan de slag om 50 ton staal aan te brengen en vele kilo's steenmateriaal en vondsten uit de bodem te halen. Het ondergrondse werk zou uiteindelijk acht jaar duren met nog vele jaren onderzoek volgend. Het resultaat was een 140 meter lange gang die dwars door een 6000 jaar oud ondergronds gebied liep van tientallen mijnen, alsmede wereldwijde bekendheid van het onderzoek naar de vuursteenmijnen. Dit resulteerde eveneens in een Internationaal Vuursteensymposium van vier dagen lang dat eind april 1969 in Maastricht werd gehouden, alsmede nog twee van dergelijke symposia in Maastricht in 1975 en 1979. In 1983 vond deze plaats in Brighton in Engeland, in 1987 in Bordeaux in Frankrijk, in 1991 in Madrid in Spanje, in 1995 in Krzemionki in Polen en in 1999 in Bochum in Duitsland. Met al deze symposia waren de twee broers de kartrekkers. Op al deze symposia was Sjeuf Felder de president van het Internationale Vuursteensymposium, maar besloot hiermee te stoppen vanwege zijn gezondheid en droeg het stokje toen over aan Peter Bosch.
In 1971 werd door Felder en Peter Bosch een grote hoeveelheid door mensen bewerkte vuurstenen gevonden in Valkenburg. (Tientallen jaren later zouden de vuursteenmijnen van Valkenburg pas ontdekt worden.)
In 1976 resulteerde het werk van de beide broers in de totstandkoming van een nieuwe lithografische indeling van het Boven-Krijt en het onderste deel van het Tertiair. Voor Werner Felder was dit in zijn rol bij het Geologisch Bureau en verkreeg internationale erkenning met deze mijlpaal in internationaal onderzoek van het Krijt.
In de tijd dat Felder bij het Geologisch Bureau werkte, nam hij vanuit het Bureau samen met Peter Bosch deel aan Internationale Krijtcommissie, evenals zijn broer Sjeuf.
In september 1995 ging Felder met pensioen.
Op 9 mei 2001 werd het boek Krijt van Zuid-Limburg gepresenteerd dat geschreven was door Felder en Bosch en werd uitgegeven door NITG-TNO. Het boek beschrijft de gehele lithografische indeling van de kalksteenlagen in Zuid-Limburg en omstreken en is het standaardwerk voor geologen in Zuid-Limburg.
Op 12 december 2008 werd het boek Het Fenomeen Felder van de auteur Wiel Schins gepresenteerd tijdens een bijeenkomst vanwege het 60-jarig bestaan van de Nederlandse Geologische Vereniging Afdeling Limburg, en beschrijft het leven van de gebroeders Felder. Drie dagen na de presentatie overleed Felder.

## Onderscheidingen
In 1982 werd Felder onderscheiden voor zijn gewaardeerde leiderschap met de opgravingen van de vuursteenmijnen in Rijckholt en wordt benoemd tot Ridder in de Orde van Oranje Nassau.
In 1987 kreeg Felder de Koninklijke/Shell-Prijs 1987, met daaraan een bedrag verbonden van 50.000 gulden, voor het algemene geologische onderzoek en specifiek voor zijn onderzoek naar de stratigrafie van Krijt-afzettingen en de prehistorische vuursteenmijnbouw. Hiermee was Felder de eerste niet-academicus die deze prijs kreeg in 28 jaar, aangevende hoe waardevol zijn onderzoekingen zijn geweest.
Op 12 december, 3 dagen voor zijn overlijden, werd hij samen met zijn broer benoemd tot Limburgers van Verdienste. Dit gebeurde tijdens de boekpresentatie in het Provinciehuis te Maastricht. Deze onderscheiding ontvingen zij als dank voor hun bijdragen aan de Provincie Limburg.

## Publicaties (selectie)
- Verkiezeld hout in het Krijt van Zuid-Limburg en de aangrenzende Belgische en Duitse grensstreek, Grondboor en Hamer, 1961, 293
- Rapportage over de opgraving te Rijckholt, 1993
- Geologische monumenten in Zuid-Limburg (cd-rom), P.W. Bosch, W.M. Felder, Nederlands Instituut voor Toegepaste Geowetenschappen TNO, 1999
- Krijt van Zuid-Limburg, serie Geologie van Nederland, W.M. Felder, P.W. Bosch, Nederlands Instituut voor Toegepaste Geowetenschappen TNO, 2000, ISBN 90-6743-710-7

- Nederlandse Thesaurus van Auteursnamen: 069909164
- Virtual International Authority File: 20269428
- WorldCat: E39PBJghkJfBh8FDPfMxrfxbh3